# Dombeya condensata
Dombeya condensata är en malvaväxtart som beskrevs av Bénédict Pierre Georges Hochreutiner. Dombeya condensata ingår i släktet Dombeya och familjen malvaväxter. Inga underarter finns listade i Catalogue of Life.